# Antony Gormley

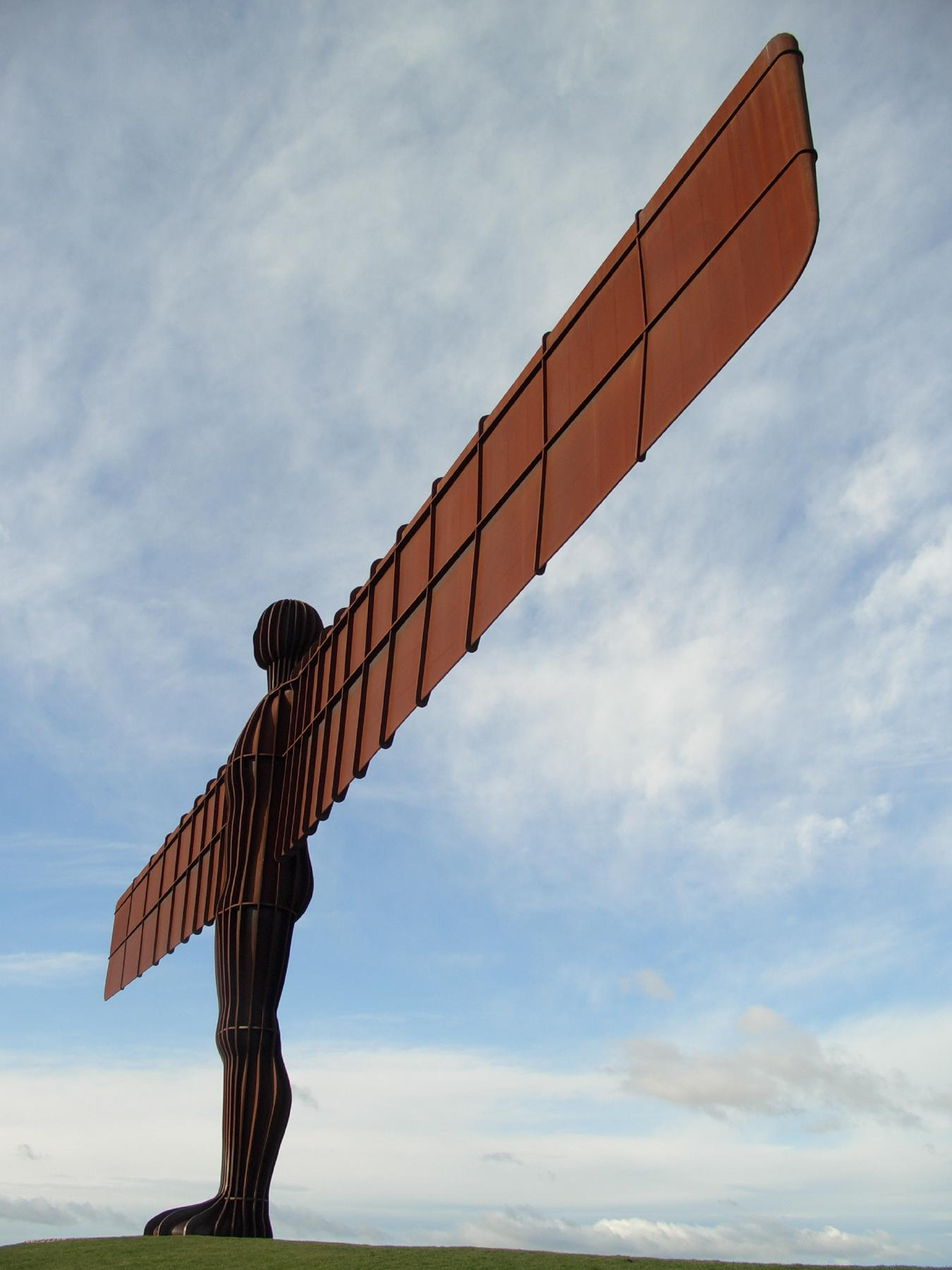
Angel of the North, Gateshead

Sir Antony Mark David Gormley (Hampstead, 30 augustus 1950) is een Engelse beeldhouwer.

## Leven en werk
Gormley groeide op in Hampstead. Hij studeerde van 1968 tot 1971 archeologie, antropologie en kunstgeschiedenis aan het Trinity College, Cambridge, waarna hij naar India en Sri Lanka ging om zich te verdiepen in het Boeddhisme. Teruggekeerd in Londen, drie jaar later in 1974, zette Gormley zijn studie voort aan de Central School of Art (nu bekend als Central Saint Martins College of Art and Design) en het Goldsmiths College, deed een postgraduate studie beeldhouwkunst tussen 1977 en 1979 aan de Slade School of Fine Art, University College London.
Gedurende de laatste 25 jaar heeft Antony Gormley de menselijke figuur in de beeldhouwkunst een nieuwe inhoud gegeven, waarbij hij de proporties van zijn eigen lichaam als uitgangspunt heeft genomen. Sinds 1990 werkte hij aan grootschalige projecten als Allotment, Critical Mass, Another Place, Domain Field, Inside Australia en het meest recent Blind Light.
Zijn bekendste werken zijn: Angel of the North, een enorme sculptuur bestemd voor de openbare ruimte, als landmark in Gateshead, waartoe opdracht werd gegeven in 1995 en geplaatst in 1998 en Another Time'en Another Place (1997), bestaande uit meerdere figuren, onder andere op Crosby Beach bij Liverpool.
Antony Gormleys werk werd veelvuldig tentoongesteld in het Verenigd Koninkrijk met solo-exposities in de Whitechapel Art Gallery, de Tate Gallery, de Hayward Gallery, het British Museum en de White Cube Art Gallery (alle in Londen), en internationaal in musea, zoals het Louisiana Museum for Moderne Kunst in Humlebaek, Denemarken, de Corcoran Gallery of Art in Washington D.C., Verenigde Staten, het Irish Museum of Modern Art in Dublin, Ierland en de Kölnischer Kunstverein in Keulen, Duitsland.. In 2022 wijdde Museum Voorlinden in Wassenaar een grote tentoonstelling aan het werk van Gormley.
Hij heeft deelgenomen aan belangrijke exposities als de Biënnale van Venetië en de documenta 8 in Kassel in 1987 en in 2006 de Sydney Biennale met zijn werk Asian Field.
Gormley ontving in 1994 de Turner Prize, werd in 1997 onderscheiden met een benoeming in de Orde van het Britse Rijk en in 1999 met de South Bank Prize for Visual Art. In 2007 kreeg hij de Bernhard Heiliger Award for Sculpture.

## Werken (selectie)
- Sound II (1986) in de crypte van Winchester Cathedral, Engeland
- Iron: Man (1993) Victoria Square, Birmingham, Engeland
- Another Place (1997) Crosby Beach bij Liverpool, Engeland
- Quantum Cloud (1999) Greenwich, Engeland
- Angel of the North (1998), Engeland
- Time Horizon, Archaeological Park Scolacium bij Catanzaro in Calabrië, Zuid-Italië
- Event Horizon, South Bank, langs de Theems, Londen, Engeland
- Together and Apart (2001), Beeldenpark Slott Vanås in Skåne, Zweden
- Earthbound Plant (2002) in Cambridge (onderdeel van Cambridge Sculpture Trail 2)
- Still Running (1990/93) en Another Time VIII (2007) in het Umedalens skulpturpark in Umeå, Zweden
- Exposure (of Crouching Man) (2010) in het Markermeer bij Lelystad

## Fotogalerij

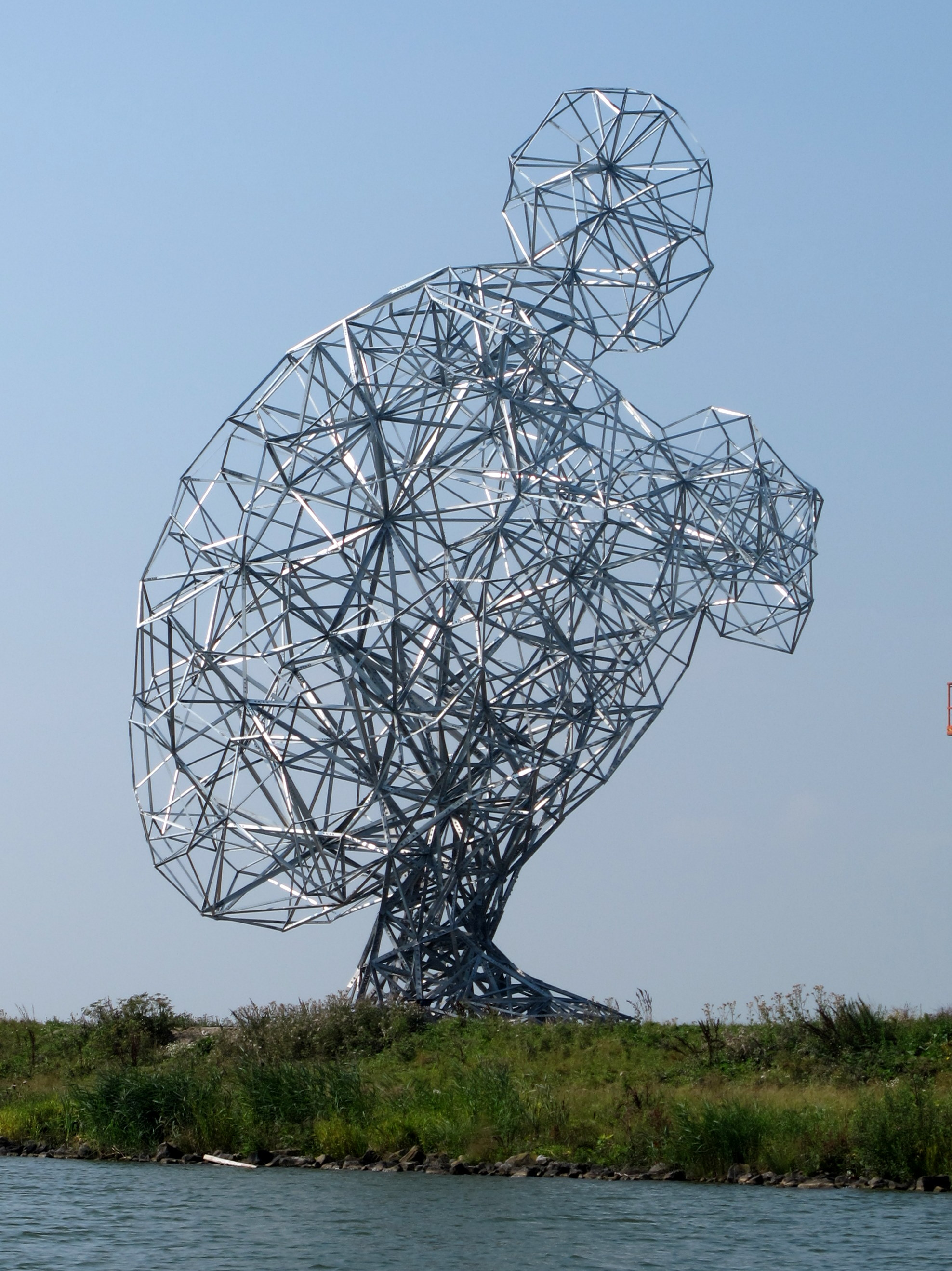
Exposure in de haven van Lelystad
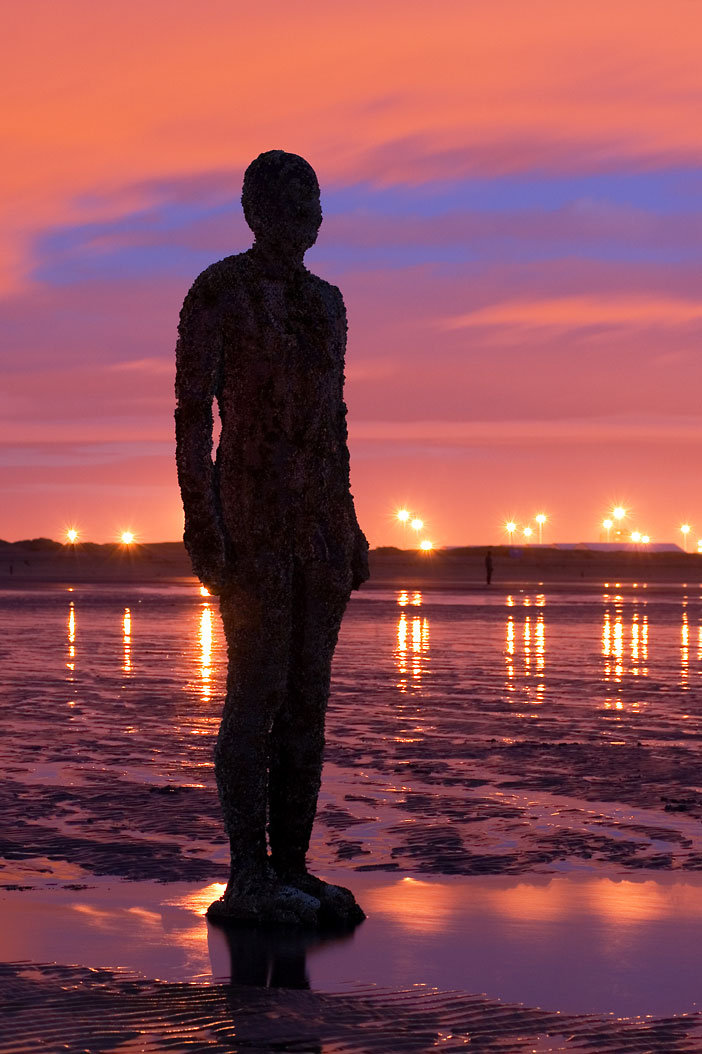
Another Place bij Liverpool
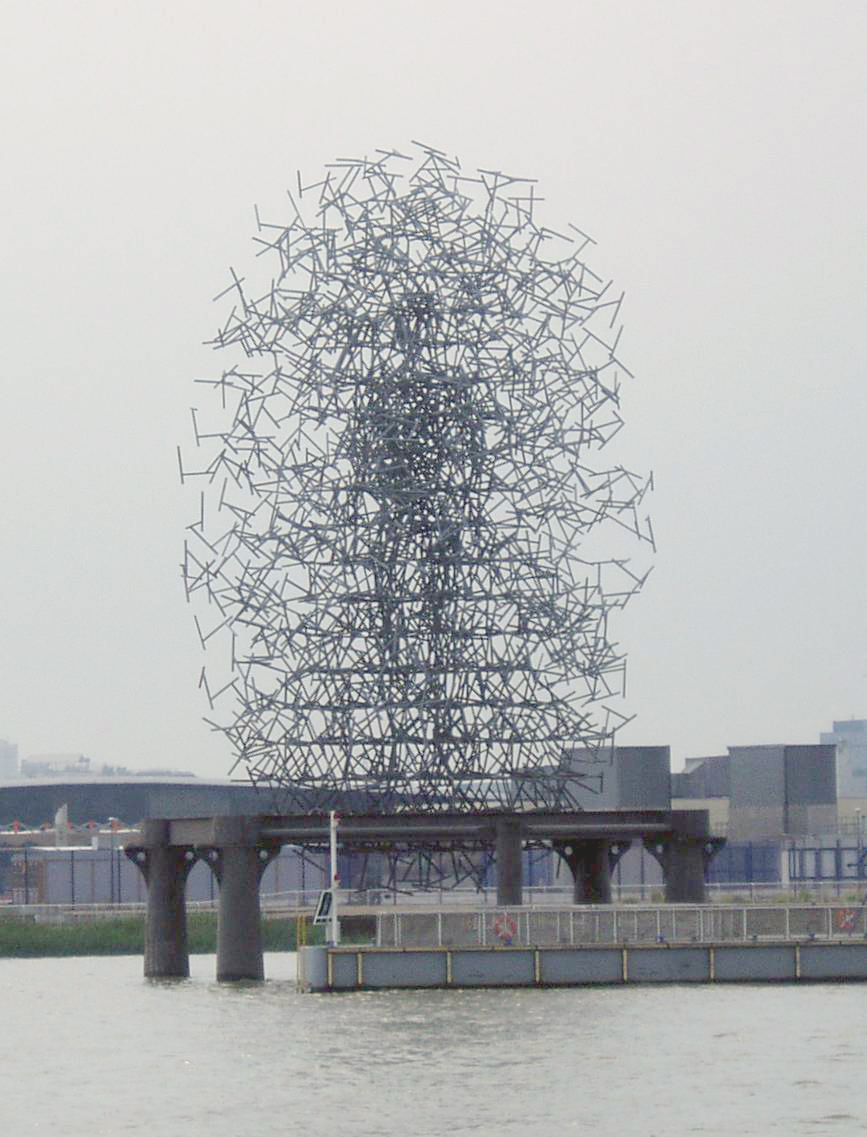
Quantum Cloud (1999) in Londen
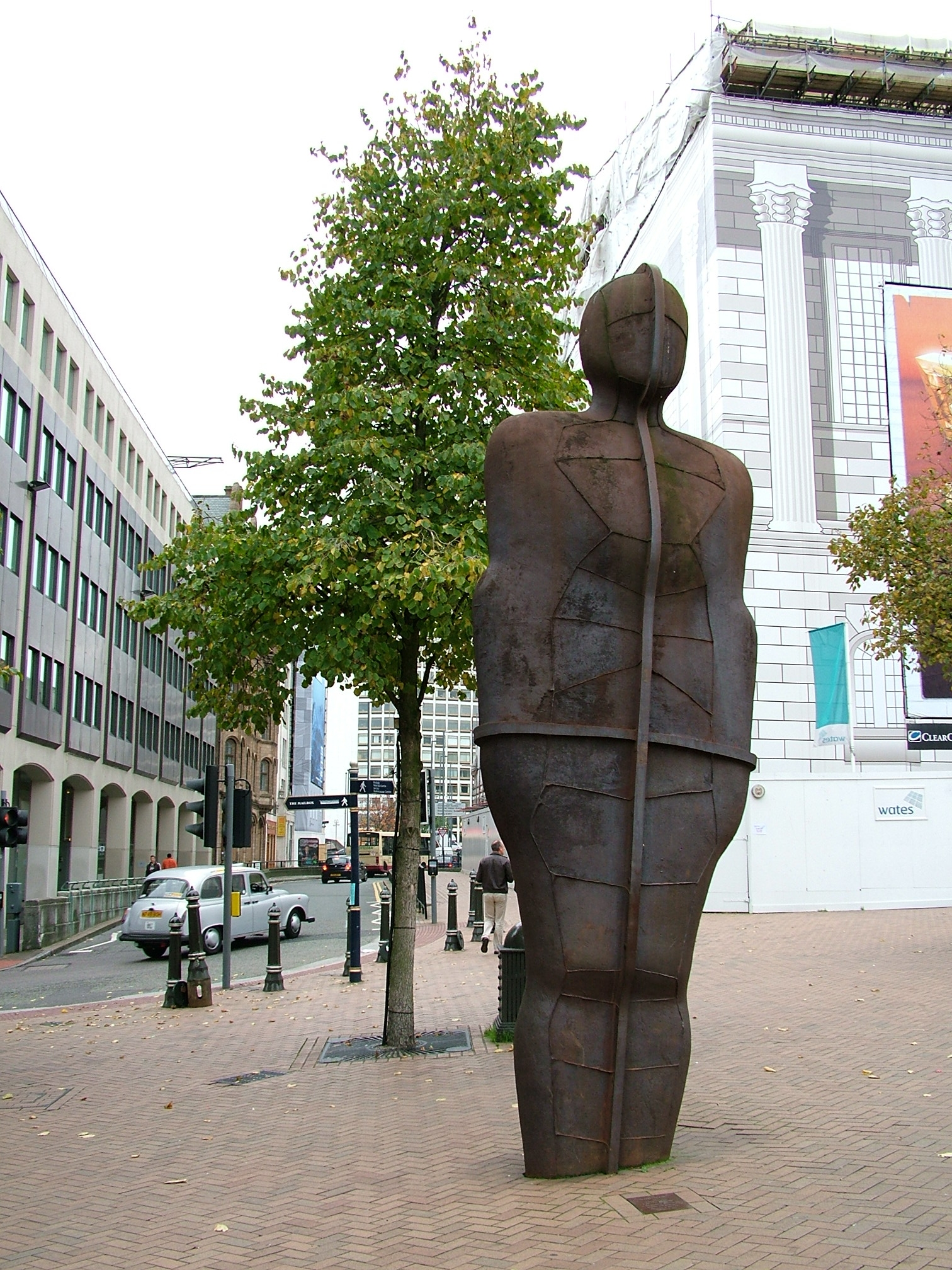
Iron: Man in Birmingham
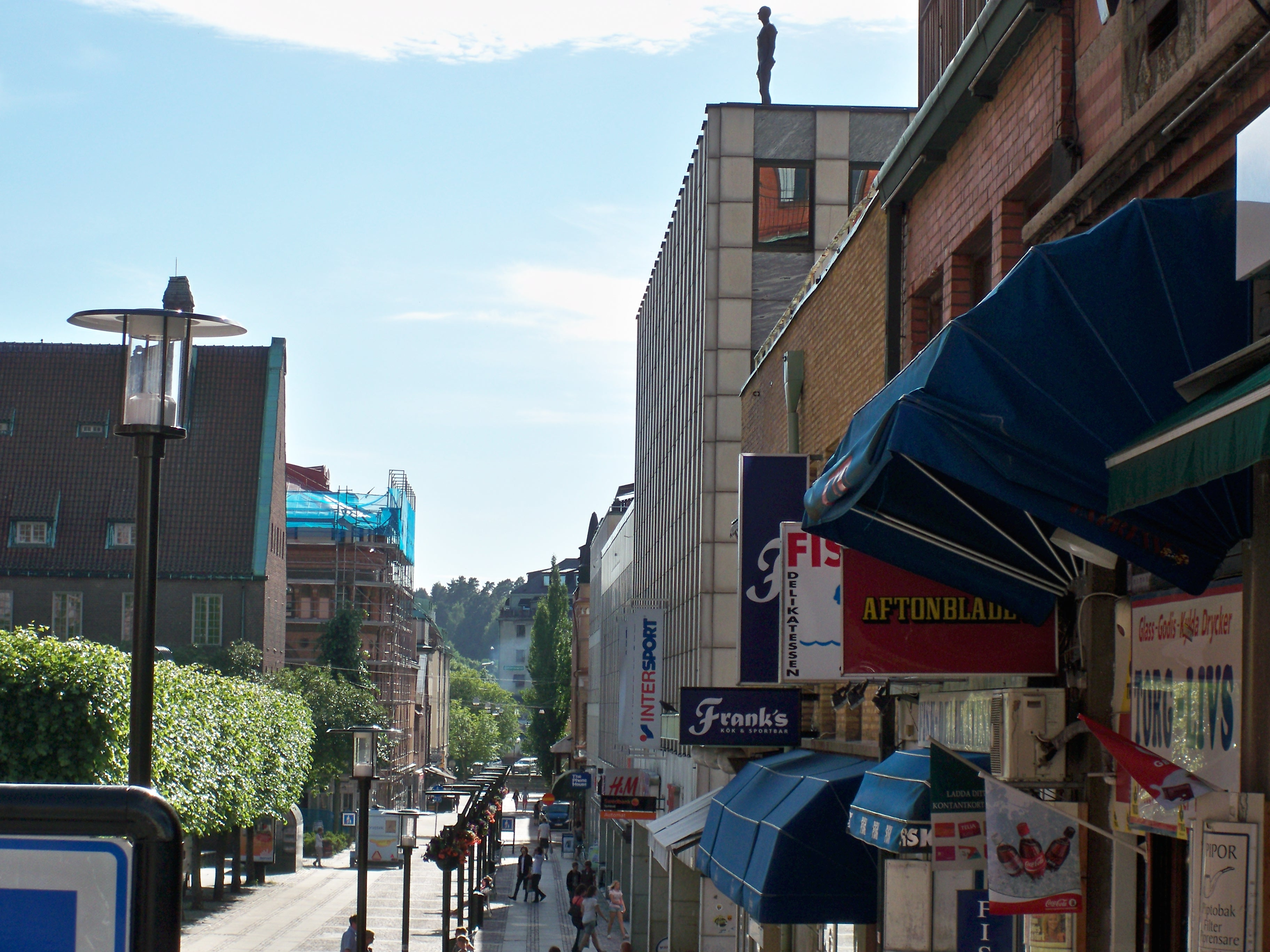
Another time VIII (2010) in Borås
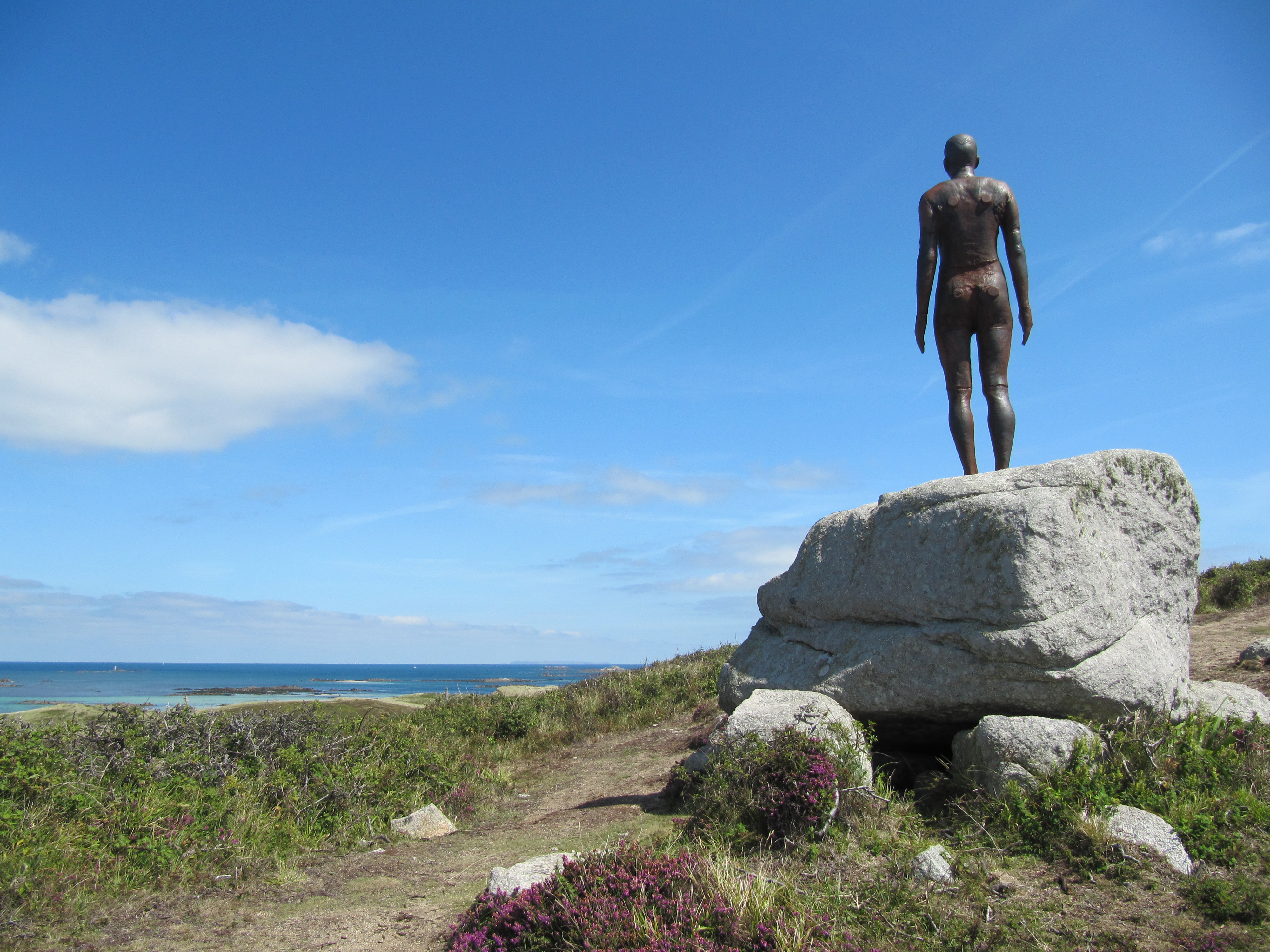
Another Time XI (2011) op Herm